# 雷东多海滩 (加利福尼亚州)
雷东多海滩（英語：Redondo Beach），是美国加利福尼亚州洛杉矶县下属的一座城市。建市于1892年4月29日，面积大约为6.2平方英里（16.1平方公里）。根据2010年美国人口普查，该市有人口66,747人。